# ماركس مولر
ماركس جوزيف مولر Marcus Joseph Müller (1224 - 1291 هـ / 1809 - 1874 م) هو مستشرق ألمانى.
قال عنه الكونت فون شاك «إنه عالم ممتاز في ميدان اللغات الشرقية، وخصوصاً اللغة العربية». من آثاره: «المجموعة المغربية» وهي قطع منتخبة من عدة كتب عربية، تقع في جزءين وهي بالغة العربية. كما نشر «أخبار العصر في انقضاء دولة بني نصر» مع ترجمته إلى الألمانية، و «مجموعة رسائل لابن رشد» و «مقنعة السائل» للسان الدين ابن الخطيب.